# 7. sydlige breddekreds
Den 7. sydlige breddekreds (eller 7 grader sydlig bredde) er en breddekreds, der ligger 7 grader syd for ækvator. Den løber gennem Atlanterhavet, Afrika, det Indiske Ocean, Sydøstasien, Australasien, Stillehavet og Sydamerika.